# Graphiphora obsoleta
Graphiphora obsoleta là một loài bướm đêm trong họ Noctuidae.